# 마현준
마현준(한국 한자: 馬賢晙, 1994년 8월 6일 ~ )은 대한민국의 전 축구 선수이며, 포지션은 미드필더였다.